# Anna Paulownahuis
Het Anna Paulownahuis is een herenhuis aan de Burgemeester Grothestraat 51 in Soest.
Op 17 juli 1893 legde burgemeestersvrouw R.H. Loten van Doelen Grothe-Van Weede de eerste steen van de naai- en breischool, waarvan zij directrice was. Het gesloopte huis bestond al sinds 1844. De naaischool werd gevestigd in het rechter deel naast de voordeur. Het werd gebouwd in opdracht van de Commissie van Liefdadigheid onder leiding van burgemeester Grothe. De Commissie van Weldadigheid had als doelstelling om kleding, werk en voedsel aan de 'behoeftigen' te verschaffen. Anna Paulowna, de vrouw van koning Willem II werd de beschermvrouwe van deze commissie en het is haar initiatief om in 1844 een pand aan de Burgemeester Grothestraat te bouwen, Zij zou het eindresultaat echter niet meer meemaken. De bouw werd mogelijk gemaakt door de financiering door koningin-regentes Emma. De naam Naaldvakschool staat op de voorgevel, de vergulde E erboven verwijst naar regentes Emma.
In het neoclassicistische pand was tot 2013 de galerie met beeldentuin van Joost Kreulen gevestigd.